# Raquel Morell
Raquel Ruiz Morell (Morelia, Michoacán, Mexikó 1959. február 4. –) mexikói színésznő.

## Élete és pályafutása
Ismert szerepe Blanca de Velasco de Peñarreal az Esmeralda telenovellában. Raquel Esmeralda anyját játszotta. Pályafutását Seducción telenovelával kezdte 1986-ban, itt Monicát alakította, 2010-ben az Időtlen szerelemben is feltűnt, mint Ágatha Beltrán. Jelenleg is sok telenovellában vállal szerepet.

## Filmjei
- Contrato con la muerte - önmaga
- Seducción - Mónica
- Mi segunda madre - Raquel
- Amor de nadie - Gilda
- Milagro y magia - Yolanda
- Pobre niña rica - Carola
- María José - Natalia
- Esmeralda - Blanca De Velasco de Peñarreal
- La usurpadora - Carolina Carrillo
- Las dos caras de Ana - Rebeca
- Időtlen szerelem - Ágatha Beltrán
- Triunfo del amor - Norma
- Amorcito corazón - Ernestina, az apáca
- Amores verdaderos - Tomasina Lagos
- De que te quiero, te quiero - Rosa